# Herb powiatu głubczyckiego
Herb powiatu głubczyckiego – jeden z symboli powiatu głubczyckiego, ustanowiony 13 grudnia 2001.

## Wygląd i symbolika
Herb przedstawia na tarczy dzielonej w słup w polu lewym czerwonym srebrnego lwa z podwójnym ogonem, złotą koroną, zwróconego w prawo, ze złotą gwiazdą ośmioramienną ponad nim, natomiast w polu prawym błękitnym trzy złote kłosy zboża (w środku jęczmienia, po bokach pszenicy). Lew nawiązuje do rodu Przemyślidów, założycieli stolicy powiatu (symbol ten znajduje się w herbach: Głubczyc i Kietrza), barwy pola prawego nawiązują do barw Górnego Śląska, natomiast same kłosy symbolizują rolniczy charakter gminy. 

## Historia
Ustanowiony wzór, autorstwa Hansa Schindlera, głubczyckiego malarza, był używany jako symbol przedwojennego powiatu Leobschütz w latach 1935–1945.